# أهوار وآثار جنوب العراق
أهوار جنوب العراق: ملجأ للتنوع البيولوجي والمناظر الطبيعية الأثرية لمدن بلاد الرافدين هي مواقع أدرجت ضمن قائمة مواقع التراث العالمي في العراق. تتكون حاليًا من سبعة مواقع، بما في ذلك ثلاث مدن سومرية وأربع مناطق رطبة في أهوار بلاد ما بين النهرين، وهي كما يلي:
- هور الحويزة
- أهوار القرنة
- هور الحمار الشرقي
- هور الحمار الغربي
- آثار الوركاء
- آثار أور
- آثار إريدو